# Gaetana Tolomeo
Gaetana Tolomeo, známá také jako Nuccia (10. dubna 1936, Catanzaro – 24. ledna 1997, tamtéž) byla italská římská katolička. Katolická církev ji uctívá jako blahoslavenou.

## Život
Narodila se dne 10. dubna 1936 (na Velký pátek) v Catanzaro Sala, části města Catanzaro rodičům Salvatoru Tolomeovi a Carmele Palermo. Pokřtěna byla 12. července 1936 ve svém rodném městě. Její bratr Giuliano (* 30. října 1940) kolem roku 1944 zemřel.
V dětství trpěla paralýzou, která způsobila její doživotní invaliditu. Rodiče ji poslali do Cunea, kde žila její teta na léčbu. Lékaři však s její nemocí nedokázali mnoho udělat a po čase se vrátila do svého rodného města. Kvůli zdravotnímu stavu byla chvílemi upoutána na lůžko. V té době si začala psát duchovní spisy. Svoje utrpení brala jako účast na Kristově utrpení. V té době byla členkou Katolické akce.
Často se modlila růženec a ráda se účastnila eucharistických adorací. Díky její pověsti k ní přicházelo mnoho lidí s prosbou o radu a duchovní útěchu, a to včetně rodin a duchovních. Roku 1994 začala spolupracovat s místní rozhlasovou stanicí Radio Maria s cílem duchovní útěchy zdravotně trpícím (se kterými se ztotožňovala), drogově závislým, ženám propadlým prostituci a dalším trpícím. Měla velikou úctu ke sv. Piovi z Pietrelciny.
Později utrpěla plicní edém, načež byla vzata do nemocnice, kde obdržela krevní transfuzi. Její zdraví se však nadále zhoršovalo. Zemřela dne 24. ledna 1997 v Catanzaru. Následující den ráno byla její smrt oznámena na rozhlasové stanici Radio Maria, se kterou během života spolupracovala.
Dne 17. září 2010 byly její ostatky exhumovány z hrobky na hřbitově v Catanzaru. 1. listopadu téhož roku pak byly uloženy do nové hrobky v bočním oltáři sv. Kříže kostela Monte ve stejném městě.

## Úcta
Její beatifikační proces započal dne 25. září 2009, čímž obdržela titul služebnice Boží. Dne 6. dubna 2019 ji papež František podepsáním dekretu o jejích hrdinských ctnostech prohlásil za ctihodnou. Dne 29. září 2020 byl uznán zázrak na její přímluvu, potřebný pro její blahořečení.
Blahořečena pak byla spolu s další italskou laičkou Mariantonií Samà dne 3. října 2021 v bazilice Neposkvrněného Početí v Catanzaru. Obřadu předsedal jménem papeže Františka kardinál Marcello Semeraro.
Její památka je připomínána 24. ledna. Bývá zobrazována ležící ve své posteli s růžencem.